# Biodiversidad global

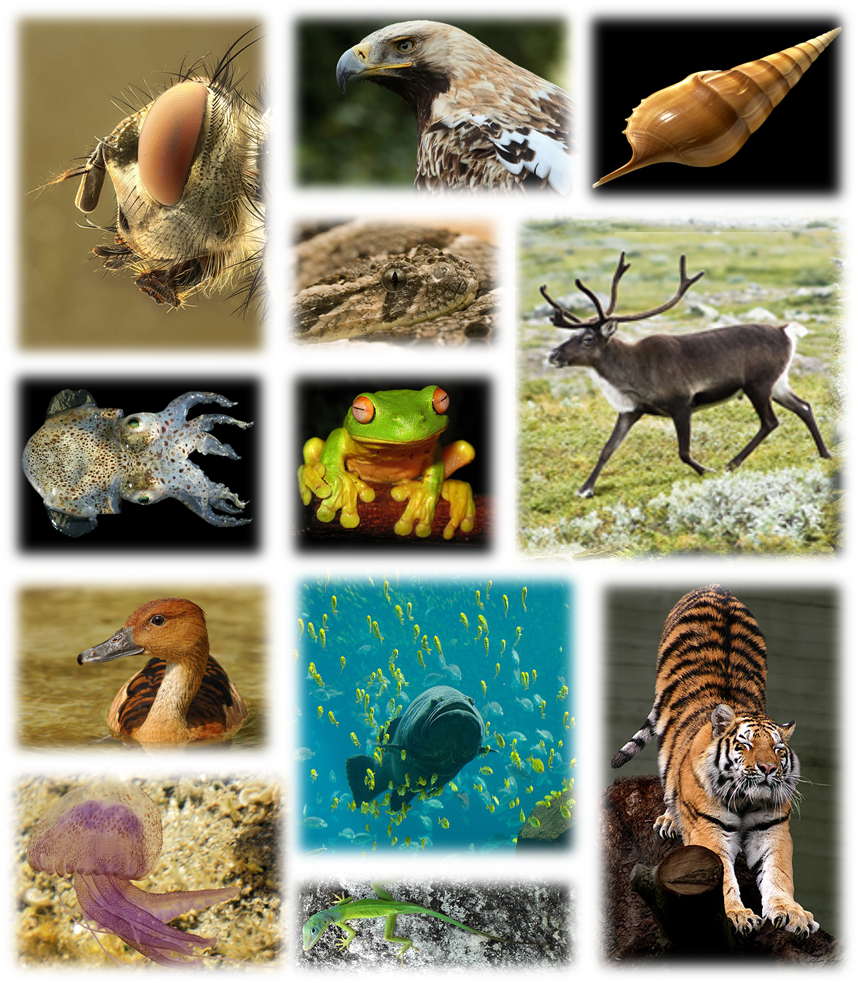
Animales

La biodiversidad global es una medida de la diversidad global y se define como la variabilidad total de las formas de vida. El número de especies de seres vivos que han sido descritas hasta la fecha es de alrededor de 1,9 millones. Este número es solo aproximado y varía según las fuentes. Se obtiene recopilando información de la literatura taxonómica y sistemática, de las bases de datos y de las recopilaciones previas. Hay que tener en cuenta que muchos nombres publicados son sinónimos (se refieren a la misma especie) y que hay cambios en el criterio taxonómico (lo que antes se consideraba una especie, ahora se consideran varias, y viceversa). Las más recientes estimaciones abarcan entre 1,5 y 2 millones de especies. En lo que respecta a los virus, que generalmente no se consideran seres vivos, se han descrito unas 3200 especies.
Sin embargo, se piensa que estos números son una grave subestimación del número real de especies que viven sobre el mundo, pues cada año se descubren varios miles de especies nuevas. El número total de especies podría estar realmente entre 5 y 50 millones, dependiendo de las distintas estimaciones. En los grupos bien conocidos, como mamíferos, aves y plantas superiores, en los que los organismos son grandes, visibles y de interés público y taxonómico, el número de especies es bastante aproximado. Para los grupos restantes solo se conoce una pequeña parte del total de especies que deben existir e incluso la estimación de este número es difícil. La dificultad es incluso mayor cuando se trata de bacterias y arqueas.
Las diferentes especies que habitan el planeta Tierra representan su biodiversidad. Las amenazas para la biodiversidad global incluyen tanto las debidas a la extinción natural como a las acciones humanas tales como la contaminación. La invasión de especies no nativas también puede tener un efecto negativo sobre la biodiversidad global. La Lista Roja de la Unión Internacional para la Conservación de la Naturaleza (UICN) recopila el estado de conservación de las diferentes especies a nivel mundial. Estima el número de especies amenazadas en 5966 para los vertebrados, 2524 para los invertebrados y 8457 para las plantas.

## Especies descritas
El número de especies identificadas a fecha de 2009-2014 puede desglosarse de la siguiente forma:
- Animales: 1.426.337
  - Cordados: 68,972 
    - Vertebrados: 66.176[4]
      - Mamíferos: 5518
      - Aves: 10.425
      - Reptiles: 10.038
      - Anfibios: 6515
      - Peces: 32.000
      - Agnatos: 116

    - Cefalocordados: 33
    - Tunicados: 2760

  - Invertebrados: 1.359.365
    - Insectos: 1.000.000
    - Arácnidos: 102.250
    - Crustáceos: 47.000
    - Moluscos: 85.000
    - Otros: 125.117
- Hongos: 74.000-120.000[5]
- Líquenes: 17.000
- Plantas: 323.674
  - Plantas vasculares: 309.674
    - Espermatofitas: 280.000
    - Gimnospermas: 1021
    - Helechos: 12.000

  - Musgos: 16.236
  - Algas: 12.272
  - Otros: 10.000
- Protistas: 55.000[6]
- Bacterias: 10.000[7]
- Arqueas: 500[8]
- Virus: 3200[2]

En el número de especies de protistas no se incluyen las algas verdes. El Código Internacional de Nomenclatura de Bacterias reconoce 8.233 especies, pero solo incluye un número limitado de taxones de cianobacterias.

## Animales
A continuación se presenta el número de especies conocidas de los distintos grupos de animales:
- Acanthocephala: 1150
- Annelida: 16.763
- Arthropoda: 1.166.660
  - Arachnida: 102.248
  - Crustacea: 47.000
  - Insecta: 1.000.000
  - Myriapoda: 16.072
    - Chilopoda: 3149
    - Diplopoda: 12.000
    - Pauropoda: 715
    - Symphyla: 208

  - Pycnogonida: 1340
- Brachiopoda: 550
- Bryozoa: 5700
- Chaetognatha: 121
- Cnidaria: 9795
- Chordata: 60.979
  - Cephalochordata: 23
  - Urochordata: 2.566
  - Vertebrata: 66.176
- Ctenophora: 166
- Cycliophora: 1
- Echinodermata: 7003
- Echiura: 176
- Entoprocta: 170
- Gastrotricha: 400
- Gnathostomulida: 97
- Hemichordata: 108
- Kinorhyncha: 130
- Loricifera: 22
- Mesozoa: 106
- Mollusca: 85.000
- Monoblastozoa: 1
- Nematoda: <25.000
- Nematomorpha: 331
- Nemertea: 1200
- Onychophora: 165
- Pentastomida: 100
- Phoronida: 10
- Placozoa: 1
- Platyhelminthes: 20.000
- Porifera: 6000
- Priapulida: 16
- Rotifera: 2180
- Sipuncula: 144
- Tardigrada: 1045

## Hongos y líquenes
Las estimaciones sobre el número de especies de hongos descritas varían mucho debido a la falta de conocimiento, su abundancia en prácticamente todos los hábitats y a la incertidumbre sobre lo que debe incluirse en el grupo. Las estimaciones varían entre 45.173 y más de 300.000 especies. Cerca de 500 de estas especies son marinas y es probable que se encuentren muchas más en este medio.
- Ascomycota: ~30.000
- Basidiomycota: ~22.250
- Otros (microhongos): ~30.000

Las estimaciones sobre el número de especies de líquenes descritas varían entre 10.000 y más de 20 000.

## Plantas
A continuación se desglosan los distintos grupos de plantas terrestres:
- Angiospermas: 254.247
  - Monoctiledóneas: 70.000
  - Dicotiledóneas: 184.247
    - Eudicotyledoneae 175.000
    - Chloranthaceae: 70
    - Ceratophyllaceae: 6
    - Magnoliidae: 9.000
    - Austrobaileyales: 100
    - Nymphaeaceae: 70
    - Amborellaceae: 1
- Gimnospermas: 831
  - Pinaceae: 220
  - Otras coníferas: 400
  - Gnetophyta: 80
  - Ginkgophyta: 1
  - Cycadophyta: 130
- Helechos: 12.480
  - Pterophyta: 11.000
  - Equisetophyta: 15
  - Marattiopsida 240
  - Ophioglossales: 110
  - Psilotales: 15
  - Lycophyta: 1.200
- Bryophyta: 24.100
  - Musgos: 15.000
  - Marchantiophyta: 9.000
  - Anthocerotophyta 100

## Protistas
A continuación se desglosa el número de especies conocidas de los distintos grupos de protistas. No se incluyen las algas verdes.
- Amoebozoa: >3.000 
  - Lobosa: 180
  - Arcellinida: 1.100
  - Mixogastria: >900
  - Dictyostelia: >100
  - Protostelia: 36
  - Mycetozoa: 655
  - Otros amoebozoos: 35
- Opisthokonta
  - Choanozoa: 167
    - Ichthyosporea: 47
    - Choanomonada: 120
- Rhizaria: >11.900
  - Cercozoa: <500
  - Haplosporidia: 31
  - Foraminifera: >10.000
  - Acantharia: 160
  - Polycystinea: 700-1.000
  - Nucleohelea: 160-180
- Archaeplastida
  - Glaucophyta: 13
  - Rhodophyta: 4.000-6.000
- Chromista: 20.420
  - Cryptophyta: 70
  - Haptophyta: 350
  - Stramenopiles: 20.000
    - Phaeophyceae: 1.500-2.000
    - Actinophryidae: 5
    - Opalinata: 400
    - Bicosoecida: 72
    - Labyrinthulomycetes: 40
    - Hyphochytriales: 25
    - Peronosporomycetes: 676
    - Chrysophyceae: 1.000
    - Dictyphyceae: 15
    - Eustigmatophyceae: 15
    - Pelagophyceae: 12
    - Phaeothamniophyceae: 25
    - Pinguiophyceae: 5
    - Raphidophyceae: 20
    - Synurophyceae: 200
    - Xanthophyceae: 600
    - Bacillariophyta: 10.000-20.000
- Alveolata: 11.500
  - Apicomplexa: 6.000
  - Dinoflagellata: 2.000
  - Ciliophora: 3.500
- Excavata: 2.318
  - Fornicata: 146
  - Parabasalia: 466
  - Preaxostyla: 96
  - Jakobida: 10
  - Heterolobosea: 80
  - Euglenozoa: 1520
- Incertae sedis
  - Apusomonadida: 12

## Estimación del número real de especies
El número de especies real para algunos filos puede ser mucho mayor que el número de especies descritas:
- 10-30 millones de insectos[10]
- 5-10 millones de bacterias[11]
- 1,5 millones de hongos[5]
- ~1 millón de ácaros.[12]

Una de las primeras estimaciones de Terry Erwin considera el total global en 30 millones, obtenido a partir de las extrapolaciones del número de especies de escarabajos que encontró en una especie de árbol tropical. En una especie de árbol, Erwin identificó 1.200 especies de escarabajos, de las cuales estimó que 163 se encontraban sólo en ese árbol. Sobre la base de la existencia de 50.000 especies de árboles tropicales, sugiere que hay casi 10 millones de especies de escarabajo en los trópicos.
Más recientemente, una proyección basada en un análisis matemático de todas las especies conocidas, y que es más precisa que estimaciones previas, arrojó un total de 8,7 millones de especies. De estas, aún quedarían por descubrir el 86 % de las especies terrestres y el 91 % de las especies marinas.